# Hong Kyung-hwan
Pour les articles homonymes, voir Hong.
Dans ce nom coréen, le nom de famille, Hong, précède le nom personnel.
Hong Kyung-hwan (né le 5 janvier 1999 à Gwacheon) est un patineur de vitesse sur piste courte sud-coréen.

## Biographie
Il naît le 5 janvier 1999 à Gwacheon. Il patine pour le club de Goyang ; il commence à patiner sur recommandation d'un ami à l'âge de sept ans. Il aime jouer du piano pendant son temps libre.
Il obtient la médaille d'or sur 500 mètres aux Jeux olympiques de la jeunesse d'hiver de 2016.
Il remporte le classement général des Championnats du monde junior de patinage de vitesse sur piste courte 2018.
Aux Championnats du monde de patinage de vitesse sur piste courte 2019, il remporte le relais masculin avec Hwang Dae-heon, Lee June-seo, Lim Hyo-jun et Park Ji-won, sans participer à la finale.
Il prend l'argent du Championnat des quatre continents de patinage de vitesse sur piste courte 2023 au 1500 mètres. Aux Championnats du monde la même année, son équipe prend le bronze au relais. Au cours de la saison, il remporte deux manches de coupes du monde en relais masculin et trois en relais mixte.